# Axel Fenner
Axel Fenner (* 5. Juli 1935 in Neustrelitz; † 2. August 2022 in Lübeck) war ein deutscher Kinderarzt und emeritierter Hochschullehrer für Pädiatrie.

## Leben
Axel Fenner studierte von 1955 bis 1960 Humanmedizin an den Universitäten Kiel, Freiburg, Wien und Heidelberg. 1961 wurde er an der Universität des Saarlands zum Dr. med. promoviert. 1964 war er im Hôpital Albert Schweitzer Haiti in Deschapelles bei Verrettes, Haiti tätig, danach 1964/65 Chief resident im Cincinnati Children’s Hospital. Nach einem Forschungsaufenthalt an der Johns Hopkins University in Baltimore habilitierte er sich 1969 an der Universität Lübeck. 1973/74 hospitierte er für ein Jahr in der Kinderklinik der University of Rhodesia, der heutigen University of Zimbabwe, in Harare. Ab 1975 war er Direktor der neu eingerichteten Klinik für Neonatologie der Medizinischen Universität Lübeck. Sein besonderes Forschungsinteresse galt der Pneumologie von Neugeborenen. Im Jahr 2000 trat er in den Ruhestand.
Fenner war langjähriger Kirchenvorsteher am Lübecker Dom und engagierte sich im Agape Haus – Leben bewahren Lübeck e.V.
Er war seit 1966 verheiratet. Zu den sechs Kindern des Paares zählt der Schauspieler Sören Fenner.

## Werke
- Aminozucker im Gehirn von Ratte und Mensch und ihre mögliche Bedeutung für die Blut-Hirn-Schranken-Funktion. Univ. d. Saarlandes, Med. F., Diss. v. 26. Juni 1961
- Untersuchungen über Regelfaktoren des ersten Atemzuges: Tierexperimentelle Studien von Säure-Basen- und Blutgaswerten bei fetalen, neugeborenen und erwachsenen Schafen. Lübeck, Med. Ak., Hab.Schr. v. 9. Juli 1969
- mit H. von der Hardt (Hrsg.): Pädiatrische Pneumologie. Springer, Berlin / Heidelberg / New York / Tokyo 1985, ISBN 978-3-540-11441-3.
- Durch Krieg und Frieden - und siehe, wir leben. Autobiographie. Omnino-Verlag, Berlin 2020, ISBN 978-3-95894-164-9.